# Друцькі
Друцькі — княжий рід, представники старожитньої «друтської шляхти» (назва від топоніма Друцьк та гідроніма ріки Друть, нащадки радимичів). Нині нащадки князів Друцьких живуть в Білорусі, Польщі, . Україні,   Росії та в інших країнах.
Старша гілка родоводу належить до Гедиміновичів, від Льва Андрійовича, сина Андрія Ольгердовича (†1399), князя полоцького і псковського.
Молодша гілка родоводу походить від Семена Дмитровича, сина Дмитра Ольгердовича (†1399), князя чернігівського, брянського і трубчевського.

## Представники
Ведуть родовід від князя Михайла Романовича, внука короля Данила Романовича.
Гілка роду — князі Любецькі.
- Семен Дмитрович (†1422) мав шість синів, від яких походять князі Бабичі, Бабічеви, Друцькі-Прихабські, Друцькі-Соколинські, Соколинські-Коноплі, Друцькі-Озерецькі, Друцькі-Зубревицькі, Друцькі-Горські, Друцькі-Любецькі, Друцькі-Толочинські та інші[1].
- Іван Путята †1440 р. (син Семена Дмитровича †1422 р.) — член Ради великого князя литовського Свидригайла[1].
- Дмитро Путятич †1505 р. (син Івана Путяти †1440 р.) — київський воєвода в 1492—1505 рр..
- Дмитро Ольгердович старший — князь Брянський.
- У 1508 році Друцький князь Василь Дмитрович разом з братами Богданом та Андрієм і племінником князем Дмитром Юрійовичем, як замішані в змову князя Михайла Глинського, змушені були втекти з Великого князівства Литовського і Руського до Московії та вступити на службу до великого князя Василя III Івановича[3].
- Іван Бабич — князь Друцький, син князя Федора Івановича.
- Семен Федорович Друцький (? — після 1514) — князь, державний діяч Великого князівства Литовського і Руського. Засновник роду Друцьких-Соколинських.
- Яків Друцький-Соколинський (†1671 р.) — загинув під час придушення козацького повстання Степана Разіна[1].
- Митрофан Друцький-Соколинський (*1616 р. — †1690 р.) — Смоленський унійний архієпископ
- Лаврентій Друцький-Соколинський (†1727 р.) — Смоленський унійний архієпископ[1].
- Францішек Ксаверій Друцький-Любецький (*1778 р. — †1846 р.) — міністр фінансів у Царстві Польському[1].